# Antonio Orlando
Antonio Orlando (Napoli, 15 marzo 1960 – Napoli, 28 settembre 1988) è stato un attore italiano.
È noto, in particolare, per aver partecipato al film Salò o le 120 giornate di Sodoma (1975) di Pier Paolo Pasolini, nel ruolo di una delle giovani vittime, e per le sue interpretazioni in varie pellicole dirette dal cineasta tedesco Werner Schroeter, come Nel regno di Napoli (1978) e Palermo o Wolfsburg (1980). 
In TV era noto per il ruolo dell'agente Leo Settimelli nella prima e terza stagione de La piovra.
Muore il 28 settembre 1988 a Napoli in un incidente automobilistico.

## Filmografia

### Cinema
- I guappi, regia di Pasquale Squitieri (1974)
- Il testimone deve tacere, regia di Giuseppe Rosati (1974)
- Salò o le 120 giornate di Sodoma, regia di Pier Paolo Pasolini (1975)
- La donna della domenica, regia di Luigi Comencini (1975)
- Il soldato di ventura, regia di Pasquale Festa Campanile (1976)
- Il prefetto di ferro, regia di Pasquale Squitieri (1977)
- Nel regno di Napoli, regia di Werner Schroeter (1978)
- Palermo or Wolfsburg, regia di Werner Schroeter (1980)
- L'educatore autorizzato, regia di Luciano Odorisio (1980)
- Fontamara, regia di Carlo Lizzani (1980)
- Porca vacca, regia di Pasquale Festa Campanile (1982)
- Il buon soldato, regia di Franco Brusati (1982)
- Il quartetto Basileus, regia di Fabio Carpi (1983)
- Ars amandi, regia di Walerian Borowczyk (1983)
- Der Rosenkönig, regia di Werner Schroeter (1986)

### Televisione
- La piovra – serie TV, 2 episodi (1984)
- Cuore, regia di Luigi Comencini – miniserie TV, 6 episodi (1984)
- L'ombra nera del Vesuvio, regia di Steno – miniserie TV, 4 episodi (1987)
- La piovra 3 – serie TV, 2 episodi (1987)